# Gotthard Johann Graf Manteuffel

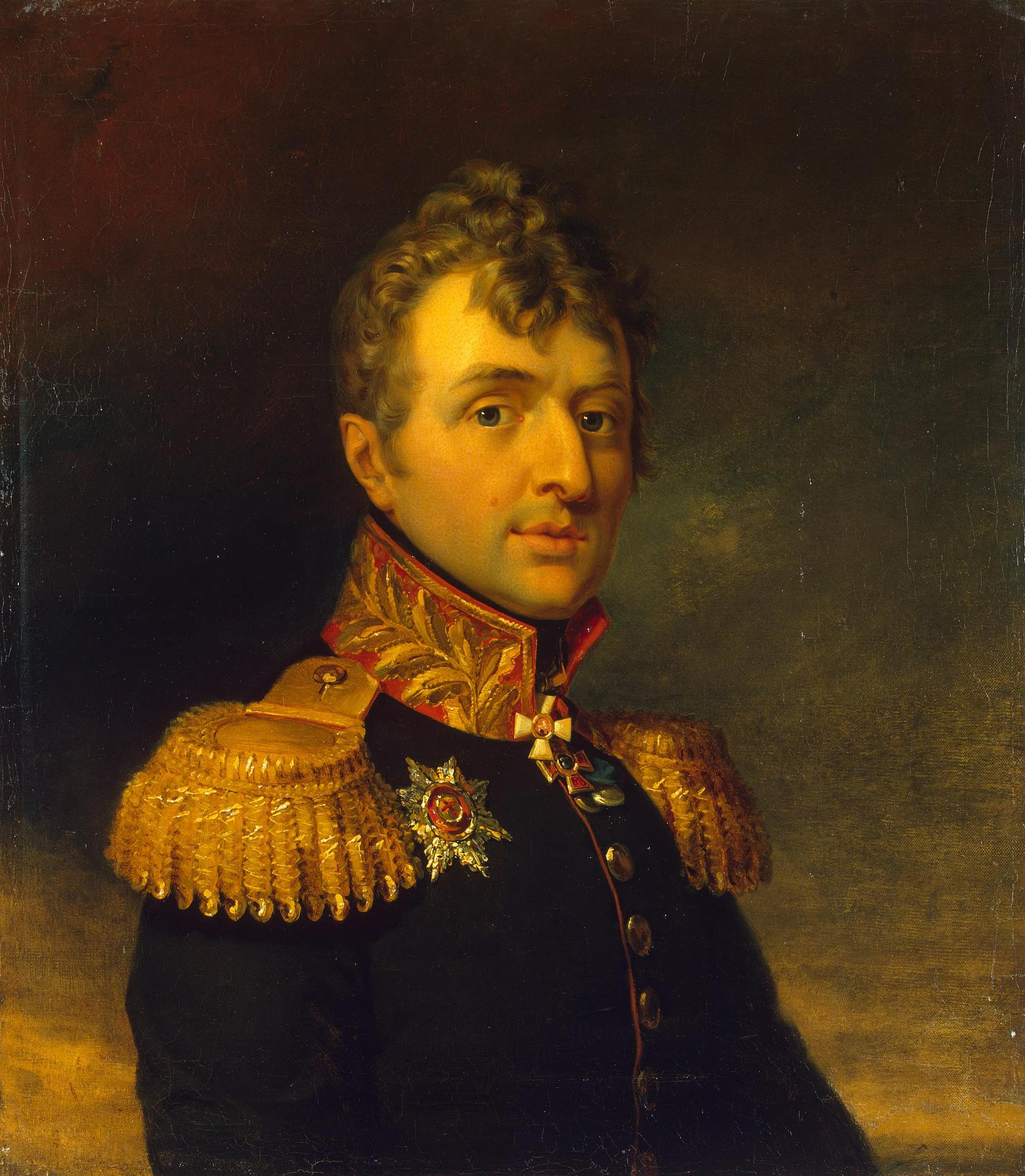
Gotthard Johann Graf Manteuffel, Porträt von George Dawe um 1825

Gotthard Johann von Manteuffel (* 10. Junijul. / 21. Juni 1771greg. in Metzküll, Livland; † 20. Oktoberjul. / 1. November 1813greg. in Taucha), auch Graf Ivan Vasilyevich Manteyfeldt bzw. Mantejfel (russisch Иван Васильевич Мантейфель), war ein russischer Generalmajor und Kommandeur des St. Petersburger Dragoner-Regiments.

## Leben
Manteuffel entstammte dem estländischen bzw. livländischen Zweig des baltischen Adelsgeschlecht Zoege bzw. Zoege von Manteuffel (auch: Grafen von Manteuffel). 
Im Alter von zwölf Jahren (seit dem 16. August 1783) war Manteuffel bereits Sergeant im Preobraž. Regiment. Im Jahr darauf, ab dem 24. September 1784, diente er als Wachtmeister der russischen Leibgarde zu Pferd, ab 1791 im Rang eines Kornetts. 1787 wurde Manteuffel beurlaubt und ging zu Studienzwecken nach Leipzig. 
Nachdem sein Vater verstorben war, kehrte der Unterleutnant zurück zum Militär: 1794 zunächst Major bei der Linienkavallerie, seit dem 20. März 1797 beim Sankt Petersburger Grenadier Regiment und am 26. Oktober 1797 beim Isjum'schen Husaren-Regiment, dort avancierte er 1798 zum Oberstleutnant und 1799 zum Oberst. Im Jahr 1803 diente Oberst Manteuffel im Ulanen-Regiment des Cesarevic. 
Für seinen besonderen Mut und seine Tapferkeit in der Schlacht bei Austerlitz wurde Manteuffel 1806 mit dem russischen Orden des Heiligen Georg (4. Klasse) ausgezeichnet. Am 24. Mai 1807 wurde er zum Generalmajor befördert, nachdem Manteuffel bereits Anfang des Jahres Chef des Sankt Petersburger Dragoner Regiment geworden war. Am 20. Mai 1808 erhielt er für seinen besonderen Einsatz gegen französische Truppen im Feldzug von 1807 den Orden des Heiligen Georg (3. Klasse). 

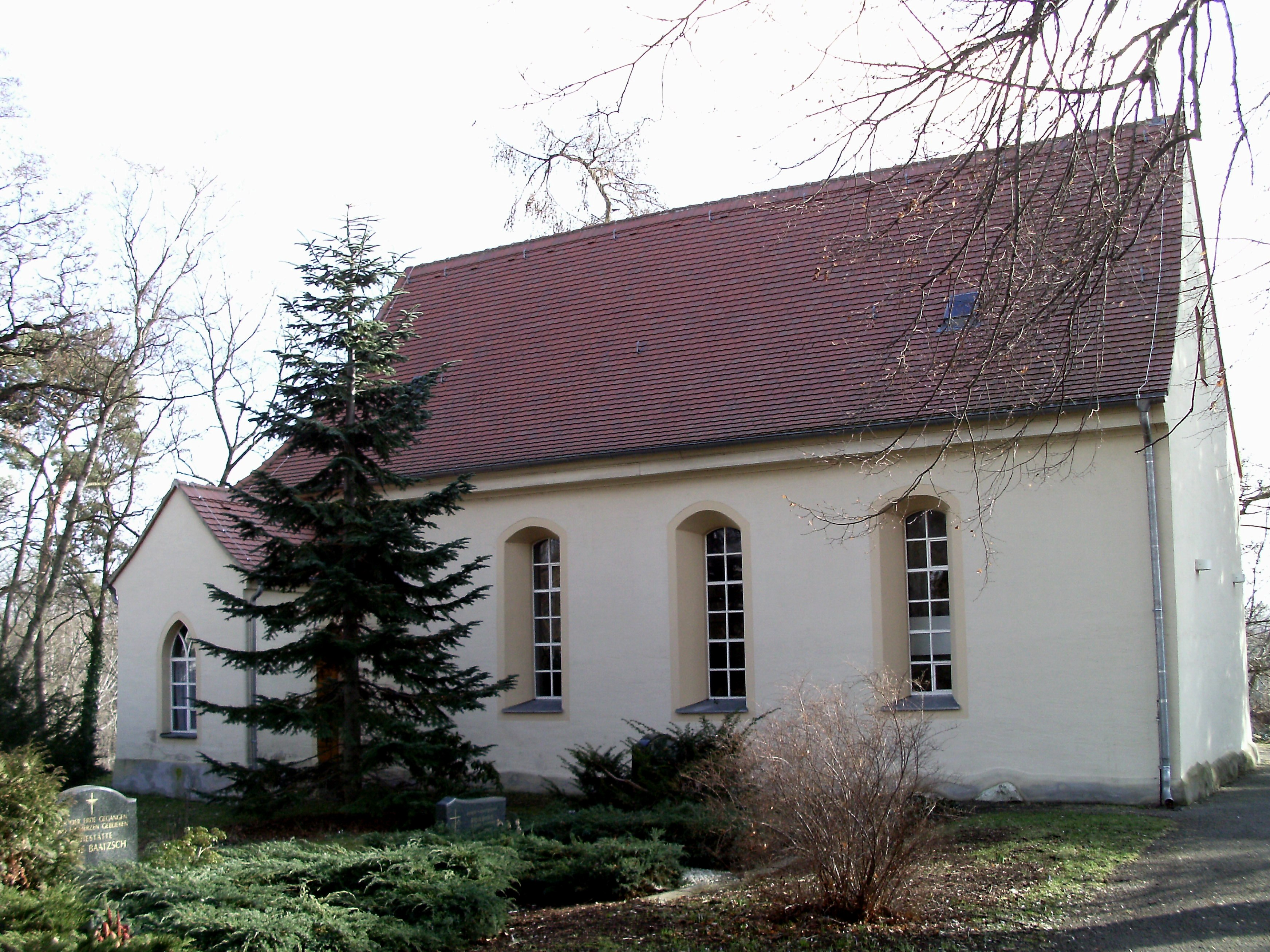
Katharinenkirche zu Seegeritz. Von hier aus übersah Manteuffel einen großen Teil der Gegend und dirigierte seine Kosakeneinheit in der Völkerschlacht.

Im Rang eines Generalmajors diente Manteuffel auch für Russland im russisch-türkischen Krieg. 

## Tod

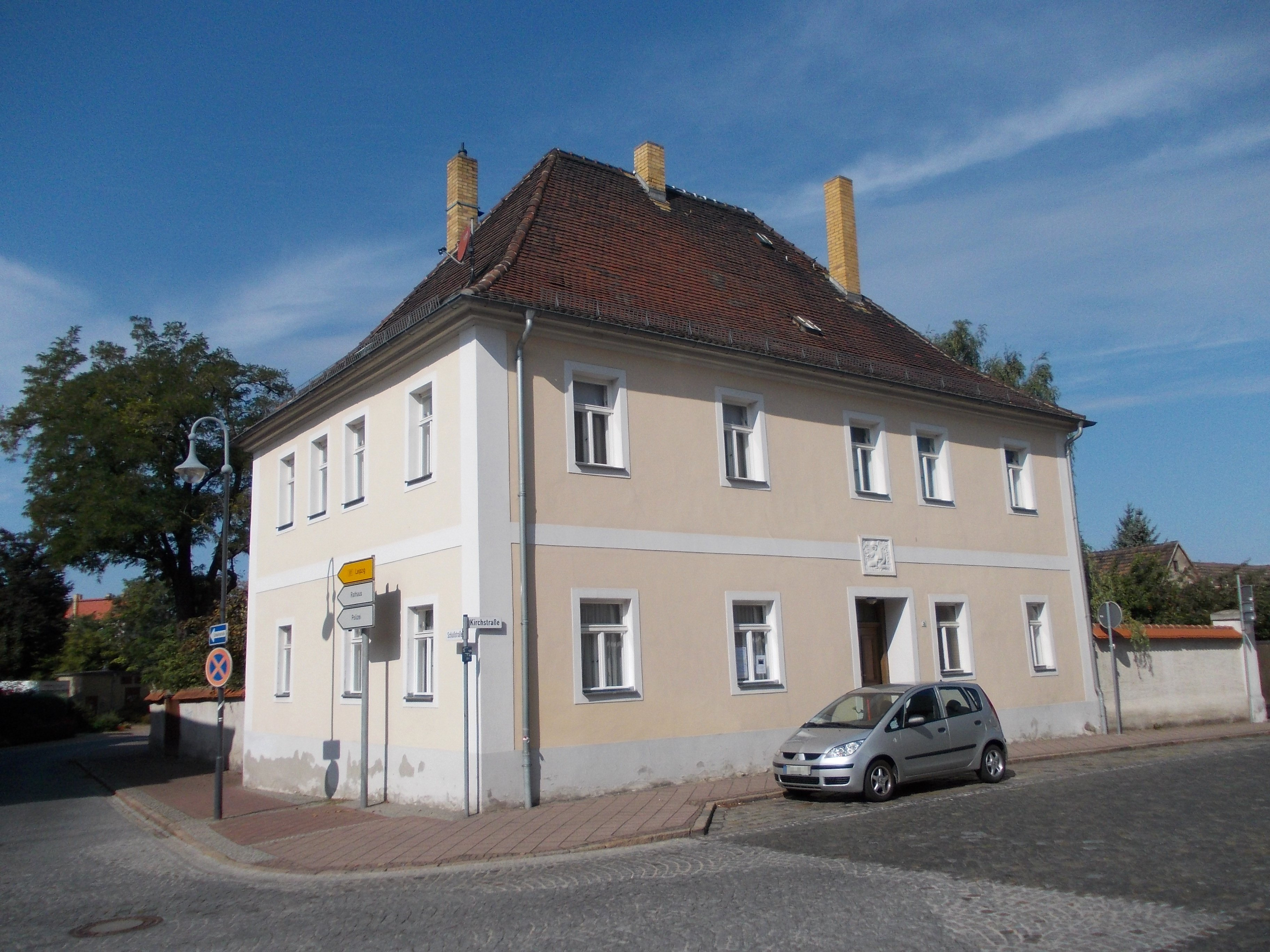
Pfarrhaus in Taucha: hier erlag Manteuffel seiner Verletzung

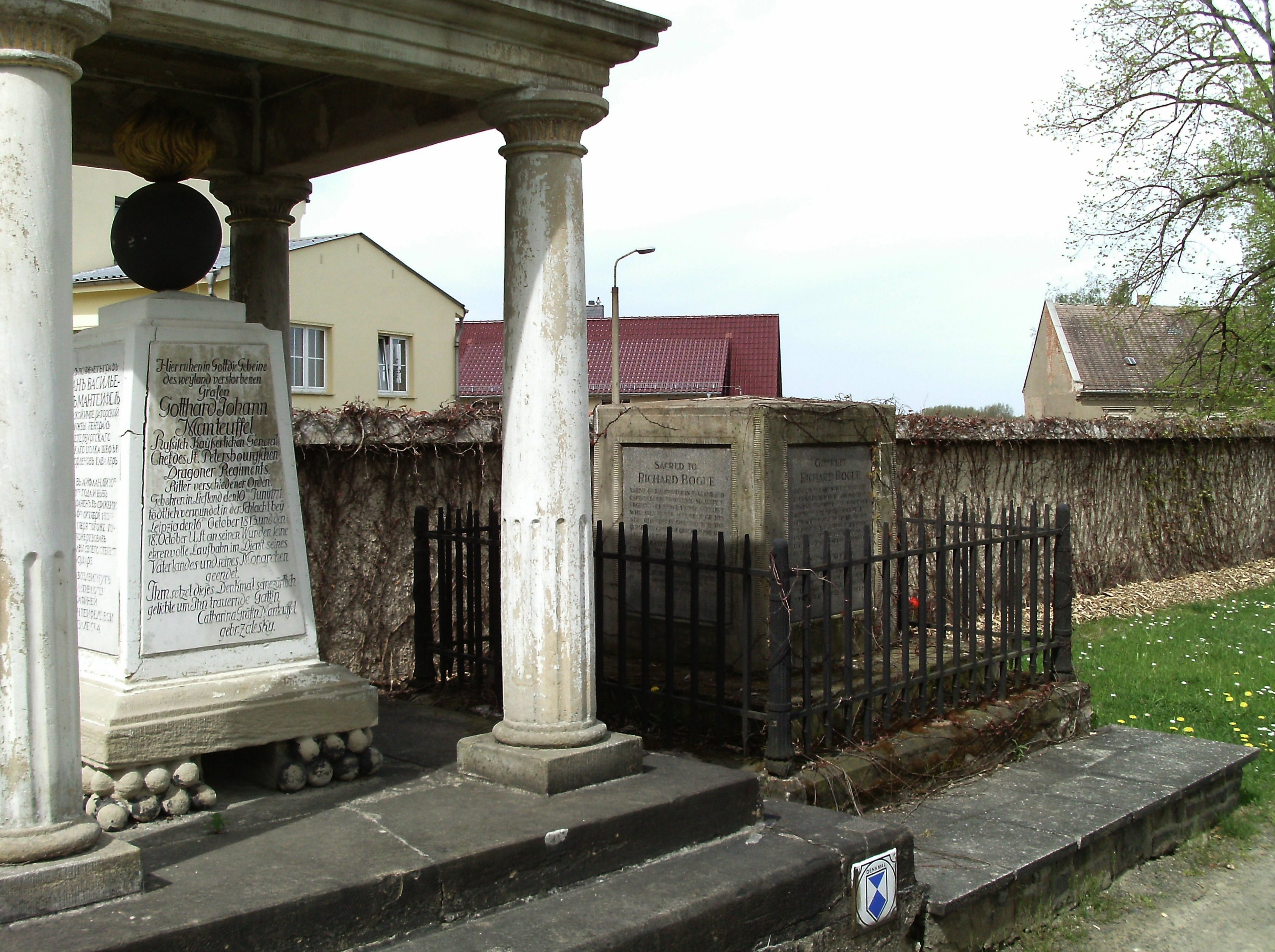
Grabmonument Manteuffels in Taucha vor der Restaurierung

1813 kämpfte Graf Manteuffel mit seiner Kosakenbrigade in der Völkerschlacht bei Leipzig; am 17. Oktober hielt er sich dabei zunächst an der Kirche zu Seegeritz auf, in der er auch übernachtete. Am 18. Oktober 1813 wurde Manteuffel nachmittags in der Gegend um Paunsdorf durch eine Kanonenkugel am Unterleib verletzt. Sein Adjutant, ein Kosakenoffizier, wurde zunächst spät abends am 18. Oktober in Taucha vorstellig, um eine geeignete Lagerstätte für ihn zu finden. Am frühen Morgen des 19. Oktober brachten seine Begleiter Manteuffel in ein Lazarett nach Taucha; dort im Pfarrhaus verstarb er schließlich am nächsten Tag. 
Auf dem Friedhof in Taucha, auf dem Manteuffel am 21. Oktober bestattet wurde, widmete ihm seine Witwe ein monumentales Grabmal, bestehend aus einem weißen, zweisprachig beschriebenen Marmorstein, unter einem Baldachin auf teilweise vergoldeten weißen Säulen. Seine Beisetzung erfolgte unter großem Glockengeläut. Der Prediger, Schullehrer und Bürger aus Taucha begaben sich im Trauermarsch aus dem Pfarrhaus zur Leichenhalle hinter der Kirche. Hier wurde Manteuffel vormittags in seiner Uniform aufgebahrt. Acht Kosakenunteroffiziere trugen seinen Sarg anschließend zum Grab, gefolgt von den Offizieren der Kosaken.

## Auszeichnungen
- Russischer Orden des Heiligen Georg,
  -  4. Klasse, 12. Mai 1806
  -  3. Klasse, 20. Mai 1808
- Alexander-Newski-Orden
  - nach 24. Mai 1807
- Orden des Heiligen Wladimir, 
  -  3. Klasse, 4. September 1810

## Familie

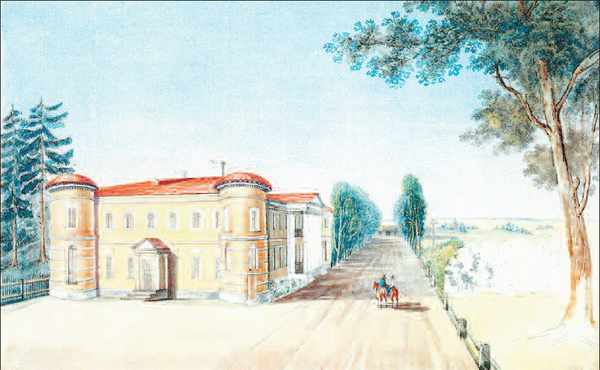
Anwesen in Polivanovo bei Moskau

Gotthard Johann war Sohn des Ludwig Wilhelm Graf Manteuffel a.d.H. Bersohn († 1793), russischer Major, livländischer Landrat auf Metsküla mõis (Rittergut der ehem. Gemeinde Metzküll im Wolmarschen Kreis, heute Lode im Bezirk Rūjiena, Kreis Valmiera), wirklicher Staatsrat, und der Juliane Eleonore Gräfin Münnich.
Manteuffel heiratete Katharina Zalesska. Dieser Ehe entstammten zwei Töchter:
- Ernestine Rosa Marie (* 13. Augustjul. / 25. August 1810greg.; † 2. Januarjul. / 14. Januar 1856greg.in Moskau), ⚭ 30. Augustjul. / 11. September 1836greg. Sergey Dochturow († 1851), Adelsmarschall des Kreises Kaschira und Sohn des Dmitri Sergejewitsch Dochturow. Sie erbte den Landsitz ihres Schwiegervaters in Polivanovo (russisch Поливаново)
- Lucie Katharine Elisabeth (* 18. Oktoberjul. / 30. Oktober 1813greg.in Metzküll; † 20. Februarjul. / 4. März 1895greg. in Reval), ⚭ 12. Januarjul. / 24. Januar 1838greg.in Moskau Alexander Eduard (Eduard) Graf Tiesenhausen († 1884), Generaloberst und Flügeladjutant